# نبيل عجرم
نبيل عجرم (26 أبريل 1985-) مغني لبناني

## حياته
ولد في الأشرفية بيروت وأخواتة نادين عجرم ونانسي عجرم وهو أصغر منها في سبتمبر 2021 تزوج مدنياً من اللبنانية «ناي سليمان»

## مشواره الفني
انطلاقته كانت عام 2006 حيث قدم أول أغنية له بعنوان بياع الوفا مع المخرج جاد صوايا الذي تولى إدارة أعماله ،قدم بعدها أغاني منفردة لكنه ابتعد عن الساحة الفنية ،قام بتلحين عدة أغنيات لشقيقته نانسي

## أعماله

### أغنيات مصورة
| الأغنية    | المخرج    | المنتج | العام |
| ---------- | --------- | ------ | ----- |
| بياع الوفا | جاد صوايا | ميلودي | 2006  |
| سبحان الله | جاد صوايا | ميلودي | 2006  |
| ليش معذبني | جو بو عيد | ميلودي | 2009  |
| حكايتك إيه | نبيل لبس  | ميلودي | 2010  |

### أغنيات منفردة
- أما اتخطفط خطفة
- تعال هنا
- حبيتا
- قلي يلي
- كل البنات
- اللي ظالم